# Hampden (Wisconsin)
Hampden è un comune degli Stati Uniti, situato in Wisconsin, nella Contea di Columbia.